# Улица Брюллова (Москва)
У́лица Брюлло́ва — улица в Северном административном округе города Москвы на территории посёлка Сокол, расположенного в одноимённом районе.

## Положение улицы
Расположена между улицами Сурикова и Врубеля. Нумерация домов начинается от улицы Сурикова.

## История

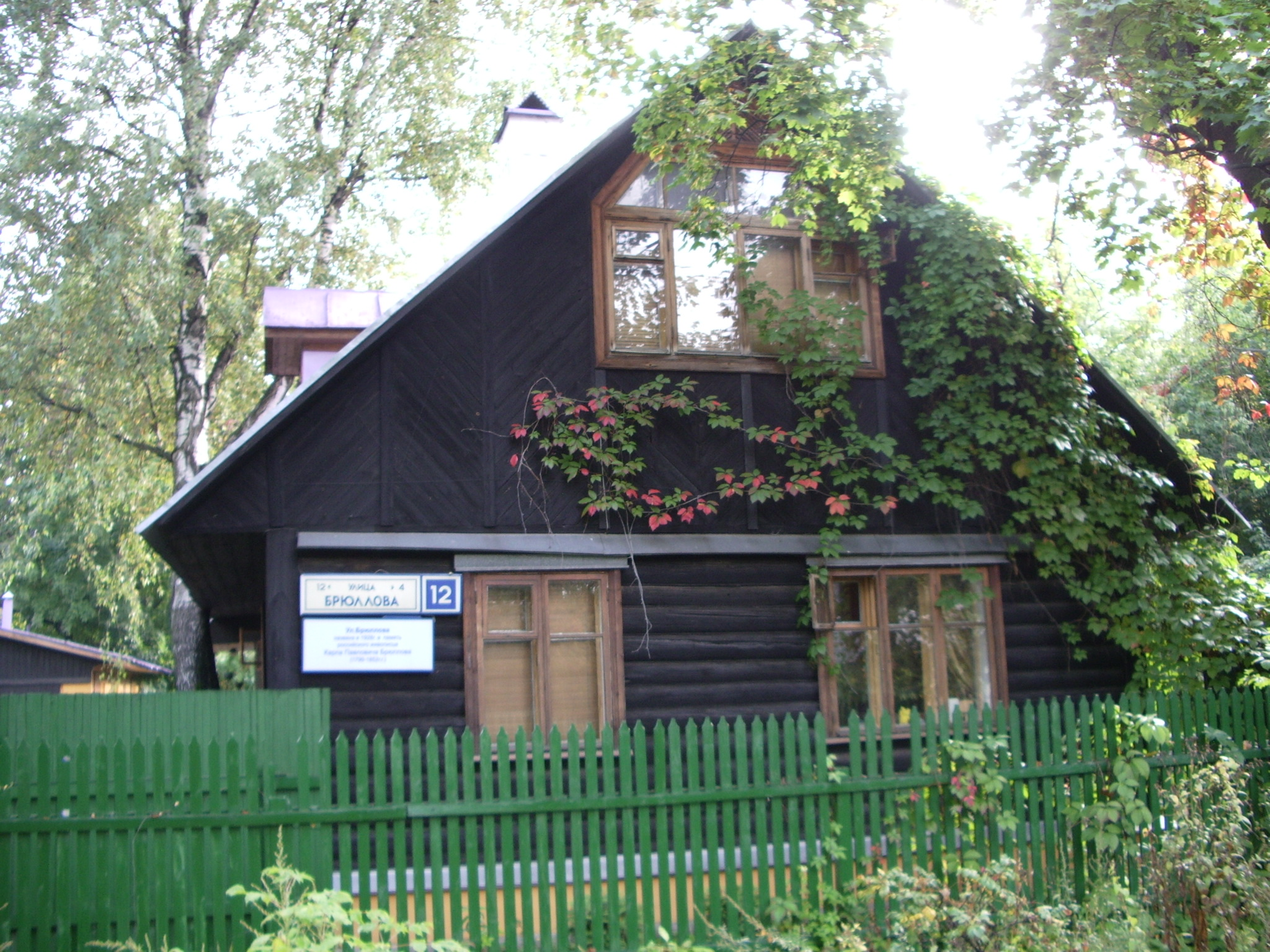
Улица Брюллова, дом 12

Улица появилась в 1920-х годах при строительстве посёлка «Сокол». Для того чтобы улица Брюллова казалась длиннее, дом № 25 по соседней улице Сурикова расположили в глубине участка:23. Вдоль улицы были высажены красные клёны.

## Происхождение названия
По первоначальному проекту улица имела название Столовая:16. Но 4 апреля 1928 года улицы посёлка «Сокол» были переименованы по предложению профессора ВХУТЕМАСа Павла Павлинова. Улица была названа в честь великого русского художника Карла Павловича Брюллова (1799—1857).

## Транспорт
- Станция метро «Сокол».